# Lukas Walton
Lukas Tyler Walton, född 19 september 1986, är en amerikansk filantrop och riskkapitalist. Han är son till John och Christy Walton och ingår i släkten Walton, som är ansvariga till skapandet av världens största detaljhandelskedja Walmart Inc.
Han avlade en kandidatexamen i grön ekonomi vid Colorado College. Walton är delägare i riskkapitalbolaget Cuna del Mar, som specialiserar sig på att investera i jordbrukssektorn.
Den amerikanska ekonomitidskriften Forbes rankade Walton till att vara världens 45:e rikaste med en förmögenhet på 36,6 miljarder amerikanska dollar för den 18 mars 2025.